# رمزي صالح
رمزي سليمان أحمد صالح (مواليد 8 أغسطس 1980) لاعب كرة قدم فلسطيني، ولد بالقاهرة لأسرة متكونة من أب فلسطيني وأم مصرية. يجيد اللعب في مركز حراسة المرمى مع منتخب فلسطين الوطني ونادي المصري في الدوري المصري الممتاز.

## ألقاب شرفية

### فلسطين
- كأس التحدي الآسيوي: 2014

### المريخ
- كأس السودان: 2011

## روابط خارجية
- رمزي صالح على موقع قاعدة بيانات كرة القدم.إي يو (الإنجليزية)
- رمزي صالح على موقع ناشيونال فوتبول تيمز (الإنجليزية)
- رمزي صالح على موقع Soccerway.com (الإنجليزية)
- رمزي صالح على موقع كووورة